# Libor Koller
Libor Koller (* 3. prosince 1969) je bývalý fotbalista, obránce. Typický předstoper, vynikající hlavičkář, který umí i dobře zakončit. Nyní působí v týmu TJ Ruzyně hrající pražskou 3/A třídu.

## Fotbalová kariéra
Hrál za SK Dynamo České Budějovice, FK Drnovice, FC Slovan Liberec a Bohemians Praha. V lize odehrál 170 utkání a dal 1 gól. V evropských pohárech odehrál v Lize mistrů 2 utkání, v Poháru vítězů pohárů 2 utkání a v Poháru UEFA 9 utkání (1 gól).